# レイ・ナイト
レイ・ナイト（Charles Ray Knight、1952年12月28日 - ）はMLBで活躍したアメリカ合衆国・ジョージア州オールバニ出身の元野球選手。内野手（主に三塁手、一塁手だが、二塁手、遊撃手、外野手もこなしたユーティリティープレーヤー。指名打者での出場もあった）。右投右打。
夫人は全米女子プロゴルフ選手権優勝3回、1989年には世界ゴルフ殿堂入りを果たしたナンシー・ロペス。

## 人物・来歴
1974年9月10日にシンシナティ・レッズでメジャーデビュー。当時のレッズはビッグレッドマシンと呼ばれた全盛期で、内野にも一塁トニー・ペレス、二塁ジョー・モーガン、三塁ピート・ローズ、遊撃デーブ・コンセプシオンとスターが揃い、2年連続でワールドシリーズ制覇を果たした1975年、1976年は1試合も出場できず、1977年、1978年も控え選手であった。
1979年にローズがフリーエージェント（FA）でフィラデルフィア・フィリーズに移籍したことでレギュラーとなる。この年150試合に出場して打率.318。翌1980年には全162試合に出場し、初のオールスター出場を果たす。この年、レッズが15連敗中であった5月13日に、ニューヨーク・メッツとの試合で、5回に1イニング2本塁打を放つ。この試合は15対4で大勝して連敗ストップの立役者となった。なお、現時点でレッズ史上唯一の1イニング2本塁打である。
1982年にヒューストン・アストロズに移籍し、この年2度目のオールスター出場を果たす。1983年にはハッチ賞を受賞。
1984年シーズン途中にニューヨーク・メッツに移籍。翌1985年はハワード・ジョンソンらとの併用で90試合の出場に終わり、打率.218と大不振。再度トレード要員となるが、監督デーブ・ジョンソンの意向で残留。
そして1986年にはハワード・ジョンソン、ケビン・ミッチェルとの正三塁手争いを制し、137試合の出場で打率.298、11本塁打と活躍。
チームはボストン・レッドソックスとのワールドシリーズに進出。
このシリーズの第6戦では、ビル・バックナーのサヨナラエラーで決勝のホームを踏み、3勝3敗のタイとなった第7戦では決勝ホームランを放ち、このシリーズのMVPになった。
また、この年にはベーブ・ルース賞と、スポーティング・ニューズ社が選ぶナ・リーグカムバック賞にも選出されたが、オフにFAでボルチモア・オリオールズに移籍。
初のア・リーグでのキャリアとなった1987年には自己最多タイの14本塁打を打つが、翌1988年はデトロイト・タイガースに移籍し、その年限りで現役を引退。
引退後、1996年から1997年途中、そして2003年（ボブ・ブーン前監督解任後に1試合の代理）にレッズの監督を務めた。監督通算成績は125勝137敗に終わる。
1997年には試合中にアウトカウントを勘違いしてバントのサインを出し、後に自分自身に250ドルの罰金を課している。
現在はMASNの野球解説者（ワシントン・ナショナルズ担当）。
現役時代、不振だった1985年頃には、「ナンシー・ロペスのキャディー」と野次られたが、引退後には、短期間ではあったが本当に妻ナンシーのキャディーを務めた。なお、ナンシーとは再婚同士であったが、ナンシーとの間にも子をもうけている。アマチュアボクサーの経歴もあるため、試合中の乱闘では「主役」であった。
2006年8月19日に、メッツがワールドシリーズ優勝20周年を記念して、当時の選手・コーチを集めたが、ナイトは参加しなかった。他の不参加者は、当時の監督デーブ・ジョンソン（アメリカ代表チームの監督としてキューバに遠征中）のほか、ドワイト・グッデン（コカイン使用で服役中）、ロジャー・マクダウエル（アトランタ・ブレーブスのコーチ）、リー・マジーリ（ニューヨーク・ヤンキースのベンチコーチ）、メル・ストットルマイヤーらであり、（グッデンを除けば）他球団等の監督・コーチを務めていたり、健康上の理由等のやむを得ない事情であったが、ナイトにはそれほどの理由がなく、多くの関係者が、1986年のワールドシリーズ終了後のメッツ経営陣との確執と、その影響を指摘している。

## 受賞歴・記録
- オールスター出場2回（1980年、1982年）
- ワールドシリーズMVP1回（1986年）
- ベーブ・ルース賞1回（1986年）
- カムバック賞（1986年）
- ハッチ賞（1983年）

## 年度別打撃成績
| 年 度 | チ 丨 ム     | 試 合        | 打 数        | 得 点        | 安 打        | 二 塁 打     | 三 塁 打     | 本 塁 打     | 打 点        | 盗 塁        | 盗 塁 死     | 四 球        | 三 振        | 打 率        | 出 塁 率     | 長 打 率     | 塁 打        | 犠 打        | 犠 飛        | 敬 遠        | 死 球        | 併 殺 打     | O P S        |
| ----- | ------------ | ------------ | ------------ | ------------ | ------------ | ------------ | ------------ | ------------ | ------------ | ------------ | ------------ | ------------ | ------------ | ------------ | ------------ | ------------ | ------------ | ------------ | ------------ | ------------ | ------------ | ------------ | ------------ |
| 1974  | CIN          | 14           | 11           | 1            | 2            | 1            | 0            | 0            | 2            | 0            | 0            | 1            | 2            | .182         | .250         | .273         | 3            | 0            | 0            | 0            | 0            | 1            | 0.523        |
| 1975  | 試合出場なし | 試合出場なし | 試合出場なし | 試合出場なし | 試合出場なし | 試合出場なし | 試合出場なし | 試合出場なし | 試合出場なし | 試合出場なし | 試合出場なし | 試合出場なし | 試合出場なし | 試合出場なし | 試合出場なし | 試合出場なし | 試合出場なし | 試合出場なし | 試合出場なし | 試合出場なし | 試合出場なし | 試合出場なし | 試合出場なし |
| 1976  | 試合出場なし | 試合出場なし | 試合出場なし | 試合出場なし | 試合出場なし | 試合出場なし | 試合出場なし | 試合出場なし | 試合出場なし | 試合出場なし | 試合出場なし | 試合出場なし | 試合出場なし | 試合出場なし | 試合出場なし | 試合出場なし | 試合出場なし | 試合出場なし | 試合出場なし | 試合出場なし | 試合出場なし | 試合出場なし | 試合出場なし |
| 1977  | CIN          | 80           | 92           | 8            | 24           | 5            | 1            | 1            | 13           | 1            | 1            | 9            | 16           | .261         | .324         | .370         | 34           | 1            | 1            | 1            | 0            | 0            | 0.694        |
| 1978  | CIN          | 83           | 65           | 7            | 13           | 3            | 0            | 1            | 4            | 0            | 0            | 3            | 13           | .200         | .235         | .292         | 19           | 0            | 0            | 0            | 0            | 4            | 0.527        |
| 1979  | CIN          | 150          | 551          | 64           | 175          | 37           | 4            | 10           | 79           | 4            | 4            | 38           | 57           | .318         | .360         | .454         | 250          | 4            | 8            | 4            | 3            | 20           | 0.814        |
| 1980  | CIN          | 162          | 618          | 71           | 163          | 39           | 7            | 14           | 78           | 1            | 2            | 36           | 62           | .264         | .307         | .417         | 258          | 5            | 4            | 9            | 4            | 24           | 0.724        |
| 1981  | CIN          | 106          | 386          | 43           | 100          | 23           | 1            | 6            | 34           | 2            | 4            | 33           | 51           | .259         | .322         | .370         | 143          | 3            | 3            | 3            | 4            | 18           | 0.692        |
| 1982  | HOU          | 158          | 609          | 72           | 179          | 36           | 6            | 6            | 70           | 2            | 5            | 48           | 58           | .294         | .344         | .402         | 245          | 1            | 13           | 9            | 5            | 16           | 0.746        |
| 1983  | HOU          | 145          | 507          | 43           | 154          | 36           | 4            | 9            | 70           | 0            | 3            | 42           | 62           | .304         | .355         | .444         | 225          | 3            | 11           | 9            | 4            | 17           | 0.799        |
| 1984  | ※1           | 115          | 371          | 28           | 88           | 14           | 0            | 3            | 35           | 0            | 3            | 21           | 43           | .237         | .279         | .299         | 111          | 0            | 4            | 2            | 2            | 5            | 0.578        |
| 1985  | NYM          | 90           | 271          | 22           | 59           | 12           | 0            | 6            | 36           | 1            | 1            | 13           | 32           | .218         | .252         | .328         | 89           | 0            | 5            | 1            | 1            | 17           | 0.580        |
| 1986  | NYM          | 137          | 486          | 51           | 145          | 24           | 2            | 11           | 76           | 2            | 1            | 40           | 63           | .298         | .351         | .424         | 206          | 3            | 8            | 2            | 4            | 19           | 0.775        |
| 1987  | BAL          | 150          | 563          | 46           | 144          | 24           | 0            | 14           | 65           | 0            | 0            | 39           | 90           | .256         | .310         | .373         | 210          | 0            | 1            | 3            | 6            | 16           | 0.683        |
| 1988  | DET          | 105          | 299          | 34           | 65           | 12           | 2            | 3            | 33           | 1            | 1            | 20           | 30           | .217         | .271         | .301         | 90           | 2            | 3            | 0            | 3            | 12           | 0.572        |
| 通算  | 13年         | 1495         | 4829         | 490          | 1311         | 266          | 27           | 84           | 595          | 14           | 25           | 343          | 579          | .271         | .321         | .390         | 1883         | 22           | 61           | 43           | 36           | 169          | 0.711        |

- 太字はリーグ1位。
- ※1＝ヒューストン・アストロズ→ニューヨーク・メッツ